# Harald Winkler
Harald Winkler, född den 17 december 1962 i Graz, Österrike, är en österrikisk bobåkare.
Han tog OS-guld i herrarnas fyrmanna i samband med de olympiska bobtävlingarna 1992 i Albertville.